# Червоностебловик
Червоностебловик (Pleurozium) — рід мохів родини Hylocomiaceae.
Рід має майже космополітичне поширення.
Види:
- Pleurozium flagellare (Schimp.) Kindb.[1]
- Pleurozium quitense (Mitt.) B.H.Allen & Magill[1]
- Pleurozium schreberi (Brid.) Mitt.